# Il profeta del gol
Il profeta del gol è un documentario italiano del 1976 diretto da Sandro Ciotti.

## Trama
Il documentario narra le gesta del campione olandese Johan Cruijff (tre volte vincitore del Pallone d'oro), che negli anni settanta fu uomo simbolo della grande Nazionale olandese esponente del cosiddetto calcio totale, manifestato in occasione delle due finali mondiali di Germania 1974 e Argentina 1978 (entrambe perse dall'Olanda, anche se nel 1978 Cruijff non prese parte al torneo).